# Ehrwalder Almbahn
De Ehrwalder Almbahn is een kabelbaan met gondels voor 8 mensen in het Oostenrijkse skigebied de Ehrwalder Almbahnen. De kabelbaan verving de oude vierpersoons gondelbaan, die op dezelfde plek liep. De oude baan is waarschijnlijk vervangen omwille van de te lage capaciteit.

## Prestaties
De kabelbaan is 2275 meter lang, waarop 99 cabines kunnen worden aangekoppeld. De cabines zijn gebouwd door Swoboda, tegenwoordig beter bekend als Carvatech. De kabel gaat 5 meter per seconde, een ritje in de kabelbaan duurt daarmee 8 minuten. De totale capaciteit van de kabelbaan komt dan neer op 2800 personen per uur. Het aandrijfstation is het bergstation, het aanspanningsstation het dalstation. De cabines kunnen worden opgeslagen in twee garages. Er bevindt zich één garage in het dalstation en één in het bergstation. De grootste neiging van de kabelbaan is 37,11% en de gemiddelde neiging 17,6%.